# Tornike Morchiladze
Tornike Morchiladze (in georgiano თორნიკე მორჩილაძე?; 10 gennaio 2002) è un calciatore georgiano, centrocampista della Dinamo Tbilisi.

## Carriera

### Club
Cresciuto nel settore giovanile della Dinamo Tbilisi, ha debuttato in prima squadra il 7 luglio 2021 nell'incontro di qualificazione per la Champions League perso 2-1 contro il Neftçi Baku. Nel giugno del 2023 è stato ceduto in prestito al Telavi dove ha trascorso due stagioni da titolare prima di tornare a Tbilisi.

### Nazionale
Ha giocato nelle nazionali giovanili georgiane Under-17 ed Under-21.

## Statistiche

### Presenze e reti nei club
Statistiche aggiornate all'11 giugno 2025.
| Stagione        | Squadra          | Campionato      | Campionato | Campionato | Coppe nazionali | Coppe nazionali | Coppe nazionali | Coppe continentali | Coppe continentali | Coppe continentali | Altre coppe | Altre coppe | Altre coppe | Totale | Totale | Totale |
| Stagione        | Squadra          | Comp            | Pres       | Reti       | Comp            | Pres            | Reti            | Comp               | Pres               | Reti               | Comp        | Pres        | Reti        | Pres   | Reti   |        |
| --------------- | ---------------- | --------------- | ---------- | ---------- | --------------- | --------------- | --------------- | ------------------ | ------------------ | ------------------ | ----------- | ----------- | ----------- | ------ | ------ | ------ |
| 2021            | Dinamo Tbilisi 2 | EL2             | 0          | 0          | CG              | 2               | 2               | -                  | -                  | -                  | -           | -           | -           | 2      | 2      |        |
| 2022            | Dinamo Tbilisi 2 | EL2             | 0          | 0          | CG              | 2               | 1               | -                  | -                  | -                  | -           | -           | -           | 2      | 1      |        |
| 2023            | Dinamo Tbilisi 2 | EL2             | 14         | 4          | CG              | 0               | 0               | -                  | -                  | -                  | -           | -           | -           | 14     | 4      |        |
| 2021            | Dinamo Tbilisi   | EL              | 24         | 1          | CG              | 0               | 0               | UCL+UECL           | 2+2                | 0                  | -           | -           | -           | 28     | 1      |        |
| 2023            | Dinamo Tbilisi   | EL              | 1          | 0          | CG              | 0               | 0               | -                  | -                  | -                  | -           | -           | -           | 1      | 0      |        |
| 2023            | Telavi           | EL              | 18         | 2          | CG              | 1               | 0               | -                  | -                  | -                  | -           | -           | -           | 19     | 2      |        |
| 2024            | Telavi           | EL              | 33         | 6          | CG              | 3               | 0               | -                  | -                  | -                  | -           | -           | -           | 35     | 6      |        |
| Totale Telavi   | Totale Telavi    | Totale Telavi   | 51         | 8          |                 | 4               | 0               |                    | -                  | -                  |             | -           | -           | 55     | 8      |        |
| 2025            | Dinamo Tbilisi   | EL              | 14         | 5          | CG              | 0               | 0               | -                  | -                  | -                  | -           | -           | -           | 14     | 5      |        |
| Totale carriera | Totale carriera  | Totale carriera | 104        | 18         |                 | 8               | 3               |                    | 4                  | 0                  |             | -           | -           | 116    | 21     |        |

## Palmarès

### Club

#### Competizioni nazionali
- Supercoppa di Georgia: 1

Dinamo Tbilisi: 2021